# カンポ・フォルミオ条約
カンポ・フォルミオ条約（カンポ・フォルミオじょうやく、仏: Traité de Campo-Formio, 英: Treaty of Campo Formio, 1797年10月18日〈革命暦6年ヴァンデミエール27日〉）は、フランス革命戦争の講和条約の1つ。
カンポ・フォルミオの和約（カンポ・フォルミオのわやく、英: Peace of Campo Formio）とも呼ばれる。
この条約によって、ヴェネツィア共和国とジェノヴァ共和国が消滅した。

## 内容
「不可侵の平和」という通常の国際条項を越えて、条約はフランスに多くのハプスブルク君主国（オーストリア大公国）領をもたらした。
譲渡された領土にはオーストリア領ネーデルラント（ベルギー諸州）、地中海のコルフ島・アドリア海の島々とロンバルディアが含まれた。
ナポレオンはヴェネツィア政府が看過した占領中のフランス軍への反乱に対して300万フランの賠償金を支払わせ、同額の海軍軍需品を徴発し、軍艦5隻・名画20点・古文書500巻を献納させた。
ヴェネツィアの領土は2つの国家の間で分配され、ヴェネツィア・イストリアおよびダルマチアはオーストリアに譲られた。オーストリアはチザルピーナ共和国とジェノヴァ人が居住する新しく形成されたリグリア共和国の独立を認めなければならなかった。
条約は秘密条項を含み、その中でリグリアを独立させ、ライン川（ネッテ川およびルール川）までフランス国境を拡張することを認めている。さらにフランスはライン川・ムーズ川・モーゼル川の自由な航行を保証された。フランス共和国はそれらの諸河を越えた自然境界と、イタリアに影響力を及ぼすことになる。

## 経緯

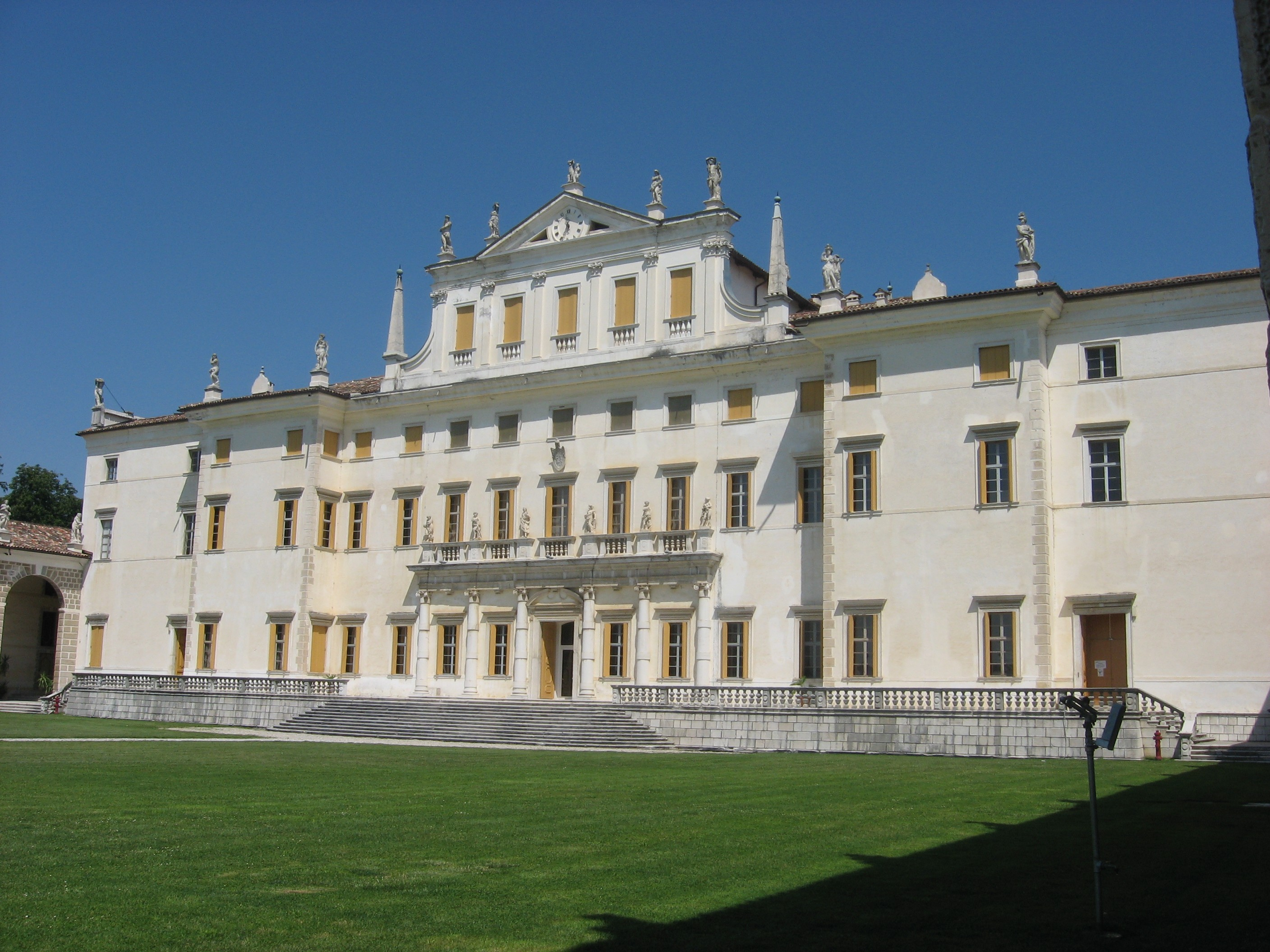
コドローイポ郊外パッシリアーノの Villa Manin

この条約は1797年10月18日、イタリア北東部の都市ウーディネ郊外にあるカンポ・フォルミオ村（現在はカンポフォルミドと呼ばれる）で、フランス共和国のナポレオン・ボナパルトとオーストリアの代表であるルートヴィヒ・フォン・コベンツルによって調印された。この地が選ばれたのは、ナポレオンが滞在していたパッシリアーノ（コドローイポ郊外）のヴィッラ・マニン（ヴェネツィア共和国のドージェであるルドヴィーコ・マニンの邸宅）と、オーストリア軍の本営のあったウーディネの中間にあったためである。ナポレオンは前日の10月17日、ヴィッラ・マニンですでに署名を行ったという。
それは基本的に1797年4月のレオーベンの和約ですでに合意されたものであったが、交渉は多くの理由のために両当事者によって引き延ばされた。協議期間の間にフランスは、オーストリアが期待していた9月に起こる王党派のクーデターを鎮圧する必要があった。伝記作者ルイ・アントワーヌ・フォヴレ・ド・ブーリエンヌによると、総裁政府によってその野心を疑われていたナポレオンはパリに帰還して事態を収拾する必要があり、さらに予想より早く寒気が訪れたため軍隊の移動ができなくなることを恐れ、自分でも不満である条約を総裁政府の許可を待たずに締結させたという。
ナポレオンの伝記作家、フェリックス・マーカム（Felix Markham）は、「ヴェネツィアの分割は和平調停の道徳的な欠陥であっただけでなく、オーストリアにイタリアへの足場を残していた。さらなる戦争が続く」と書いた。 実のところカンポ・フォルミオ条約は、ヨーロッパ地図を作り替え、ナポレオンの名声にとって主要なステップではあったが、ただの休戦条約であった。
そして、イタリア戦役におけるナポレオンの勝利およびフランス革命戦争（ナポレオン戦争）の第1段階の終わりを意味したに過ぎなかった。こうした両国の条約締結の不首尾は、翌年行われた、革命戦争終結のための講和会議、ラシュタット会議の決裂へと至ることになる。